# Claudio Ranieri
Claudio Ranieri (Rome, 20 oktober 1951) is een Italiaanse voetbaltrainer en oud-voetballer. Hij werd in 2016 uitgeroepen tot Wereldtrainer van het Jaar en tot The Best FIFA Men's Coach.

## Carrière

### Voetballer
Als voetballer speelde Ranieri als verdediger voor AS Roma (1972-1974), FC Catanzaro (1974-1982), Catania (1982-1984) en Palermo (1984-1986). In totaal speelde Ranieri 363 wedstrijden waarin hij 9 keer scoorde.

### Voetbaltrainer
Als trainer begon Ranieri bij Campania in 1987. Maar bij Cagliari boekte Ranieri voor het eerst succes toen hij promotie afdwong naar de Serie A. Vervolgens verhuisde Ranieri voor twee seizoenen naar Napoli. Daarmee eindigde hij op de vierde plaats in de Serie A, en werkte er samen met Gianfranco Zola en Diego Maradona. In 1993 werd AC Fiorentina zijn volgende club. Hij promoveerde in zijn eerste seizoen meteen naar de Serie A (de club was een jaar daarvoor gedegradeerd naar de Serie B) en had succes in de Serie A waar hij de Coppa Italia en Italiaanse Supercup won in 1996.
Daarna ging Ranieri trainen in het buitenland. Van 1997 tot 1999 was hij coach van Valencia CF. Daar werd Ranieri populair en boekte succes in de UEFA Champions League en de Primera División. In 1999 koos hij voor een avontuur bij Atlético Madrid, maar werd daar ontslagen na tegenvallende resultaten.
Ranieri vertrok naar het Engelse Chelsea FC. De Italiaan had wel het probleem dat hij nauwelijks de Engelse taal beheerste. In zijn eerste seizoen behaalde hij de zesde plaats met 'The Blues' en plaatste zich voor de UEFA Cup. In de zomer van 2001 haalde de club Frank Lampard, Emmanuel Petit, William Gallas en Boudewijn Zenden voor in totaal € 52,5 miljoen. Tijdens het seizoen 2002/2003 plaatste Chelsea zich op de laatste speeldag tegen Liverpool voor de Champions League. In 2003 nam de Russische miljardair Roman Abramovitsj de club over en pompte veel geld in de club. In totaal gaf de club € 210 miljoen uit aan transfers. De nieuwe spelers waren: Damien Duff, Wayne Bridge, Scott Parker, Glen Johnson, Juan Sebastian Veron, Hernán Crespo, Claude Makélélé en Adrian Mutu. Dit resulteerde in het beste seizoen van Chelsea in 49 jaar. De club werd tweede in de Premier League en kwam tot de halve finale in de Champions League. Ranieri zegt dat het moeilijk is om van zoveel spelers een goed team te maken. Maar het was een succes geworden. Op 31 mei 2004 werd bekend dat Chelsea niet verder wilde met Ranieri en José Mourinho als opvolger benoemde, die met FC Porto de UEFA Cup en de Champions League had gewonnen.
Op 8 juni 2004 keerde Rainieri terug bij Valencia en tekende een contract voor drie jaar. Hij volgde Rafael Benitez op die met Valencia de UEFA Cup en de Spaanse dubbel won, Benitez vertrok naar Liverpool. Ranieri haalde een aantal spelers uit de Serie A, Marco di Vaio, Stefano Fiore, Bernardo Corradi en Emiliano Moretti. Het seizoen begon goed, het won de Europese Supercup ten koste van FC Porto. In oktober werd de ploeg uitgeschakeld in de Champions League met een dramatische 1-5 nederlaag tegen Internazionale. Na 6 duels zonder overwinning in de competitie werd de succesvolle coach bekritiseerd door speler Pablo Aimar, vanwege zijn gebruikte tactiek. Op 25 februari 2005 werd Ranieri ontslagen na uitschakeling in de UEFA Cup door Steaua Boekarest. Quique Sánchez Flores werd zijn vervanger bij Valencia, Ranieri verdiende met het ontslag € 5,25 miljoen.
Na een tijdje zonder club te hebben gezeten kreeg Ranieri in 2007 de kans om Parma voor degradatie te behoeden. De club stond er slecht voor maar dankzij een indrukwekkende eindspurt onder Ranieri behield het zijn Serie A-status. Na het seizoen scheidden de wegen van Parma en Ranieri, maar hij werd beloond met een contract bij Juventus. Die club was na het Calciopoli-schandaal direct weer naar de Serie A gepromoveerd onder Didier Deschamps. In 2007/2008, het eerste seizoen onder Ranieri, deed de Oude Dame het weer uitstekend op het hoogste niveau, wat resulteerde in de derde plaats in de competitie en plaatsing voor de
Champions League. Op 18 mei 2009 werd hij ontslagen bij Juventus. Op 3 september 2009 werd hij aangenomen bij AS Roma, dat na twee speelronden haar coach Luciano Spalletti had ontslagen. Ranieri wist Roma weer aan het voetballen te krijgen en streed met zijn ploeg mee om het kampioenschap. Roma kende met Ranieri een prachtig seizoen met als hoogtepunten de overwinningen op Juventus en Internazionale.
Het seizoen hierop gingen de zaken echter niet zoals gewenst bij Roma en Ranieri besloot na 4 nederlagen op rij zijn contract in te leveren.
Op 22 september 2011 tekende hij een tweejarig contract bij Internazionale en werd hij daarmee de opvolger van de eerder ontslagen Gian Piero Gasperini. Deze samenwerking was echter van korte duur, op 26 maart 2012 scheidden de wegen van Internazionale en Rainieri per direct wegens tegenvallende resultaten. Op dat moment bezette Internazionale de achtste plek in de Italiaanse Serie A.
Ranieri volgde in juli 2014 Fernando Santos op als bondscoach van Griekenland. Hij tekende een contract tot 2016 bij de Griekse voetbalbond. Die onthief hem op zaterdag 15 november 2014 van zijn taken, één dag nadat hij met Griekenland een kwalificatiewedstrijd voor het EK 2016 verloor van de Faeröer (0-1). Griekenland stond op dat moment laatste in de kwalificatiepoule, met één punt uit vier wedstrijden.
Elf jaar na zijn vertrek bij Chelsea keerde Ranieri terug in de Premier League, toen Leicester City hem aanstelde als nieuwe coach. Hier tekende hij voor drie seizoenen. Op 2 mei 2016 - na een gelijkspel tussen Chelsea en Tottenham Hotspur - werd hij met Leicester voor het eerst in de clubhistorie kampioen van de Premier League. Ranieri kreeg in het daaropvolgende seizoen na 25 speelronden zijn ontslag. Leicester stond op dat moment zeventiende en verkeerde in degradatienood. Zijn ontslag door toedoen van de Thaise clubeigenaar en miljardair Vichai Srivaddhanaprabha leidde tot een golf van verontwaardiging. "Onbegrijpelijk, onvergeeflijk en misselijkmakend verdrietig", twitterde oud-speler Gary Lineker bijvoorbeeld.
In juni 2017 tekende Ranieri een contract bij het Franse FC Nantes voor twee seizoenen. Hoewel de Franse bond voor trainers een maximumleeftijd van 65 jaar hanteert, werd voor Ranieri een uitzondering gemaakt. Na één seizoen stapte hij hier op. Nantes eindigde onder zijn leiding op de tiende plaats in de Ligue 1 (seizoen 2017/18).
Op 14 november volgde Ranieri Slaviša Jokanović op als manager van Fulham, die door tegenvallende resultaten in de competitie werd ontslagen. De eerste wedstrijd van Fulham met Ranieri op de bank werd met 3-2 gewonnen van Southampton FC, op 24 november. Eind februari 2019 werd ook Ranieri na tegenvallende resultaten ontslagen bij de club.
Op 8 maart 2019 werd bekendgemaakt dat Ranieri tot aan het einde van het seizoen aangesteld werd als hoofdtrainer van AS Roma.
Op 12 oktober 2019 begon Ranieri aan de twintigste klus uit zijn trainerscarrière, bij Sampdoria tekende de Italiaan tot medio 2021. Hij volgde wederom Eusebio Di Francesco op, die na een dramatische reeks de laan werd uit gestuurd. In zijn eerste seizoen behoedde hij de club voor degradatie door op een veilige 15e plaats te eindigen. In zijn tweede seizoen eindigde hij op de 9e plaats en besloot zijn aflopende contract niet te verlengen.
Op 4 oktober 2021 werd bekend dat Ranieri de ontslagen Xisco Muñoz opvolgde bij het Engelse Watford. Hij tekende een tweejarig contract bij de club. Op het moment van aanstellen stond Watford op de vijftiende positie, net boven de degradatiezone. Na een reeks slechte resultaten werd Ranieri op 24 januari 2022 ontslagen, ondanks een 2-5 overwinning op Goodison Park tegen Everton en een 4-1 thuisoverwinning tegen Manchester United.
Ruim elf maanden na zijn vertrek bij de Engelse club werd bekend dat Ranieri weer aan de slag ging in eigen land. Op 23 december 2022 werd hij aangekondigd als hoofdtrainer van Serie B-club Cagliari. Hier trad hij op 1 januari 2023 in dienst, terwijl hij eerder tussen 1988 en 1991 al leiding had gegeven aan de club. In zijn eerste periode promoveerde hij tweemaal achter elkaar met Cagliari, van de Serie C naar de Serie A. Cagliari stond op 1 januari 2023 op de veertiende plaats, maar Ranieri wist de ploeg naar de vijfde positie te brengen die recht geeft op play-offs om promotie. Na een overwinning over twee wedstrijden tegen Bari bewerkstelligde Ranieri opnieuw promotie met de Sardijnse club. Na de promotie naar de Serie A verzekerde Ranieri's Cagliari zich in mei 2024 van handhaving op het hoogste niveau. Ranieri had zijn afscheid aangekondigd en werd uitgezwaaid met een staande ovatie in de Sardegna Arena en de spelers vormde een erehaag.
Enkele maanden na zijn afscheid werd Ranieri toch weer overgehaald om nog een trainersklus aan te gaan. Hij werd op 14 november 2024 voor de derde keer gepresenteerd als hoofdtrainer van AS Roma. Ranieri werd daarmee alweer de vierde coach binnen een jaar tijd bij de geplaagde Romeinen, na José Mourinho (ontslagen in januari 2024), Daniele De Rossi (ontslagen in september 2024) en Ivan Juric (ontslagen in november 2024).

## Erelijst
Als speler
 Catanzaro
- Promotie naar Serie B: 1975/76, 1977/1978

 Catania
- Promotie naar Serie B: 1982/83

 Palermo
- Promotie naar Serie C1: 1982/83

Als trainer
 Cagliari
- Serie C1: 1988/89
- Coppa Italia Serie C: 1988/89
- Promotie naar Serie A: 2022/23
- Promotie naar Serie B: 1989/90

 Fiorentina
- Serie B: 1993/94
- Coppa Italia: 1995/96
- Supercoppa Italiana: 1996

 Valencia
- UEFA Intertoto Cup: 1998
- UEFA Super Cup: 2004
- Copa del Rey: 1998/99

 AS Monaco
- Ligue 2: 2012/13

 Leicester City
- Premier League: 2015/16

Individueel
- The Best FIFA Men's Coach: 2016
- Wereldtrainer van het Jaar: 2016
- Premier League Manager of the Season: 2015/16
- LMA Manager of the Year: 2016
- Premier League Manager of the Month: September 2003, maart 2004, november 2015, maart 2016, april 2016
- Enzo Bearzot Award: 2016
- Orde van Verdienste van de Republiek Italië / Grootofficier: 2016

### Interlands als trainer van Griekenland
| Interlands Griekenland onder leiding van Claudio Ranieri | Interlands Griekenland onder leiding van Claudio Ranieri | Interlands Griekenland onder leiding van Claudio Ranieri | Interlands Griekenland onder leiding van Claudio Ranieri | Interlands Griekenland onder leiding van Claudio Ranieri | Interlands Griekenland onder leiding van Claudio Ranieri |
| №                                                        | Datum                                                    | Wedstrijd                                                | Uitslag                                                  | Competitie                                               |                                                          |
| -------------------------------------------------------- | -------------------------------------------------------- | -------------------------------------------------------- | -------------------------------------------------------- | -------------------------------------------------------- | -------------------------------------------------------- |
| 1                                                        | 07.09.2014                                               | Griekenland – Roemenië                                   | 0 – 1                                                    | EK-kwalificatie                                          |                                                          |
| 2                                                        | 11.10.2014                                               | Finland – Griekenland                                    | 1 – 1                                                    | EK-kwalificatie                                          |                                                          |
| 3                                                        | 14.10.2014                                               | Griekenland – Noord-Ierland                              | 0 – 2                                                    | EK-kwalificatie                                          |                                                          |
| 4                                                        | 14.11.2014                                               | Griekenland – Faeröer                                    | 0 – 1                                                    | EK-kwalificatie                                          |                                                          |